# (19305) 1996 TH10
(19305) 1996 TH10 là một tiểu hành tinh vành đai chính. Nó được phát hiện bởi Seiji Ueda và Hiroshi Kaneda ở Kushiro, Hokkaidō, Nhật Bản, ngày 9 tháng 10 năm 1996.